# ABC Wide World of Sports Boxing
ABC Wide World of Sports Boxing – komputerowa gra sportowa stworzona przez programistów z firmy Cinemaware w 1991 roku na platformy Amiga oraz MS-DOS. Zadaniem gracza jest prowadzenie kariery boksera, decydując o jego przyszłości, zatrudniając menadżerów, przeprowadzać treningi, kupując wyposażenie. Oprócz strony czysto menadżerskiej, gracz bierze również bezpośredni udział w walkach.
Gra została wydana pod dwoma tytułami, w zależności od rynku, na który trafiła. Na rynek amerykański dystrybutorem była firma Data East sprzedając program jako ABC Wide World of Sports Boxing. Rynek europejski znał grę jako TV Sports Boxing, która została wydana przez Mindscape.

## Ciekawostki
- W grze wykorzystano głos Dana Dierdorfa – amerykańskiego komentatora sportowego.
- Wszystkie nazwiska oraz wygląd postaci i przeciwników w grze są fikcyjne, choć niektóre z nich noszą znamiona upodabniające je do słynnych osób (np. takich jak amerykański znany menadżer Don McQueen)[4]